# Edificio Grattacielo
El edificio Grattacielo es un rascacielos de uso residencial de 40 pisos y 153 metros de altura ubicado en Barranquilla, Colombia. Es uno de los edificio más altos de la Región Caribe de Colombia. Su construcción inició en 2010. Fue inaugurado en el primer trimestre del 2013, para que coincidiera con los 200 años de Barranquilla. Alberga un helipuerto y un mirador.